# ユニホイールズ
ユニホイールズ・グループ (Uniwheels Group) は、ドイツ、ラインラント＝プファルツ州バート・デュルクハイムに本社を置く、合金ホイールメーカー。2015年12月の時点で世界中で2,539名の従業員を持つ。同社はワルシャワ証券取引所に上場している。2015年度の利益は436,500,000ユーロ（2014：362,400,000EUR）。同グループは2015年度、780万本のホイールを生産した。

## 事業部門
同社の事業は2つの部門からなる。1つはヨーロッパのアフターマーケットでの合金ホイールの販売（アクセサリー部門）であり、ATS、リアル、アルテック、アンツィオと言ったブランドでホイールを販売する。もう1つは世界中の自動車産業へのホイール供給（自動車部門）である。加えて、グループはさまざまなモータースポーツのカテゴリーに対して高品質なホイールを供給している。

## 歴史
ユニホイールズの出発点は1960年代後半である。1996年にラルフ・シュミットが Alutec Leichtmetallfelgen GmbH を創設、1998年には Rial Leichtmetallfelgen GmbH を買収した。2000年にはアルテック/リアルの生産工場がポーランドのスタロヴァ・ヴォラに建設された。翌年から生産規模は継続的に拡大した。2005年にはアルテックとリアルでユニホイールズ・グループが形成された。2008年2月にユニホイールズはATSグループのヨーロッパにおける事業を買収した。これによって生産規模は年間200万本から700万本へと増加した。
2014年、ユニホイールズ・ホールディング有限会社はユニホイールズ株式会社へ転換した。2015年5月8日、ユニホイールズはワルシャワ証券取引所に上場した。2016年3月には中堅企業の株価指数、mWIG40に採用された。

## 参照
1. 1 2 3  Geschaftsbericht 2015
2. ↑  Vorstand
3. ↑   reifenpresse.de: Pressemitteilung vom 31. Marz 2016 Fur Uniwheels war 2015 das bisher beste Jahr der Unternehmensgeschichte
4. ↑  uniwheels.com: Pressemitteilung 24. Marz 2016 Finanzergebnisse 2015
5. ↑  kfz-betrieb.vogel.de: Uniwheels ubernimmt ATS - Bundelung mehrerer Felgenhersteller Meldung bei kfz-betrieb.vogel.de vom 22. Februar 2008
6. ↑  uniwheels.com: UNIWHEELS beschliest Rechtsformwechsel in eine Aktiengesellschaft Pressemitteilung vom 26. November 2014
7. ↑  uniwheels.com: Uniwheels Borsendaten Die Borsendaten von UNIWHEELS bei dem Borsengang
8. ↑  reifenpresse.de: Pressemitteilung vom 8. Marz 2016 Ab 21. Marz: Uniwheels im “mWIG40“